# Microascus cinereus
Microascus cinereus är en svampart som beskrevs av Curzi 1931. Microascus cinereus ingår i släktet Microascus och familjen Microascaceae.   Inga underarter finns listade i Catalogue of Life.